# Mohammed al-Bachir
Mohammed al-Bachir (en arabe : محمد البشير), né en 1983 dans le gouvernorat d'Idlib, est un ingénieur et homme politique syrien.
Proche d'Abou Mohammed al-Joulani, il est président du gouvernement de salut syrien, formé par Hayat Tahrir al-Cham, depuis janvier 2024. Après la chute du régime Assad, il est ensuite nommé Premier ministre du gouvernement de transition syrien le 10 décembre 2024.

## Biographie

### Études
Mohammed al-Bachir est né en 1983 dans le village de Balchoun (en)/Machoun, situé dans la région de Jabal Zawiya, dans le gouvernorat d'Idlib,. Il obtient un diplôme d'ingénieur en génie électrique à l'université d'Alep en 2007. En 2011, al-Bachir devient chef du département des instruments de précision d'une usine à gaz de la compagnie nationale syrienne de gaz. En 2021, il obtient un diplôme en droit islamique et civil avec mention de l'université d'Idlib (en), ainsi que des certifications en organisation administrative et en gestion de projet.

### Carrière politique

#### Au sein du gouvernement de salut syrien
D'après Radwan Ziadeh (ar), spécialiste de la Syrie auprès du Centre arabe (en) de Washington aux États-Unis, il est « le plus proche » du commandant en chef de Hayat Tahrir al-Cham (HTC), Abou Mohammed al-Joulani, et de la chambre d'opérations conjointe des factions rebelles. Avant d'être nommé ministre, al-Bachir occupe pendant deux ans et demi le poste de directeur de l'éducation chariatique au ministère des Fondations Pieuses, de la Prédication et de l'Orientation du gouvernement de salut syrien, formé par HTC. Il est ensuite directeur adjoint, puis directeur des affaires associatives au ministère du Développement et des Affaires humanitaires.
Le 3 janvier 2022, il est nommé ministre des Affaires humanitaires et du Développement dans le gouvernement de salut syrien, alors présidé par Ali Keda. Le 19 janvier 2023, il est reconduit dans ses fonctions. Au journaliste français Wassim Nasr, il déclare que le plus grand défi auquel son ministère est confronté « réside dans le décompte du nombre de personnes déplacées dans les camps légaux et illégaux ». Il affirme avoir « essayé de construire des camps avec de meilleures conditions sanitaires, afin de vider les camps illégaux » mais « certains logements qui étaient prévus pour reloger les déplacés des camps illégaux ont été affectés aux sinistrés des séismes »,.    
Le 13 janvier 2024, il est élu président du gouvernement de salut syrien par le Conseil général de la Choura, qui valide la composition de son gouvernement le 28 février.

#### Président du Conseil des ministres de Syrie
Le 9 décembre 2024, après le renversement de la dictature de Bachar el-Assad, il participe à une réunion avec le dernier Premier ministre d'al-Assad, Mohammad Ghazi al-Jalali, et le chef des rebelles victorieux, Abou Mohammed al-Joulani, au cours de laquelle ils conviennent des modalités d'un transfert pacifique du pouvoir,. Le frère d'Abou Mohammed al-Joulani, Hazem al-Charaa, participe également à la réunion. Le même jour, le commandement général des factions de l'opposition syrienne annonce la nomination de Mohammed al-Bachir à la tête du gouvernement de transition syrien. Celle-ci devient effective dès le lendemain et l'intégralité des membres du gouvernement de salut syrien sont renommés au sein de la nouvelle administration censée diriger la Syrie « jusqu'au début du lancement du processus constitutionnel » le 1er mars 2025,,,. L'envoyé spécial (en) du secrétaire général des Nations unies en Syrie, Geir Pedersen (en), annonce que la nomination d'al-Bachir est contestée par de nombreux Syriens, qui craignent « qu'un groupe puisse ainsi monopoliser le pouvoir ». Il appelle à lancer un « processus plus inclusif ». De même, le Front du retour et de la construction, dénonce la nomination d'une personnalité d'HTC « sans concertations avec les élites politiques syriennes ». 
Le 12 décembre, son gouvernement annonce qu'il va « geler la Constitution et le Parlement » jusqu'au lancement du processus constituant. Un « comité juridique et des droits humains » sera chargé de proposer des amendements à la Constitution après son examen.
Le 13 décembre, il se rend à la grande mosquée des Omeyyades de Damas, où il prononce la première khoutba du joumou'a depuis la chute du régime Assad. 
Le 7 février 2025, il est filmé en train de pleurer lors d'une « cérémonie d'hommage aux martyrs » de l'offensive rebelle de 2024, qui a entraîné la chute du régime de Bachar al-Assad,,.  